# جاب (شركة)
شركة جاب (بالإنجليزية: GAP)‏ تتواجد مجموعة أسواق الجاب الأمريكية للملابس والإكسسوارات في مدينة سان فرانسيسكو بولاية كاليفورنيا الأمريكية. أسست هذه المجموعة في عام 1969 على يد كل من دونالد فيشر ودوريس فيشر، وتمتلك الشركة خمسة توكيلات رئيسية وهي Old Navy و Banana Republic و Piperlime وAthleta و Gap Banner. واعتباراً من سبتمبر عام 2008 فإن شركة الجاب تمتلك حوالي مائة وخمسين ألف موظف وتدير 3.456 متجر حول العالم. وتظل الغاب هي الأسواق الأضخم في مجال الملابس الاحترافية في الولايات المتحدة الأمريكية. وعلى الرغم من أنه قد تم تجاوزها من قبل المجموعة الإسبانية (انديتكس) وعلى الرغم أيضاً من كثرة متاجرها على المستوى العام إلا أن عائلة الفيشر لا تزال مالكة لحصة كبيرة في مجموعة الغاب وأعمالها حيث يمتلكون حصة موٌثرة في أسهم الشركة. وقد شغل دونالد فيشر منصب مالك المجموعة حتى عام 2004 وظل في منصبة هذا حتى وافته المنية في 17 سبتمبر 2009 ثم تولت زوجته وابنهم روبرت فيشر العمل على رأس مجموعة العمال المديريين. وقد خلف روبرت فيشر أباه في منصب مالك المجموعة في عام 2004، كما تولى أيضاً منصب الرئاسة والمدير التنفيذي بشكلٍ موٌقت وذلك بعد استقالة بول بريسلير في عام 2007. أما المدير التنفيذى الحالى للشركة هي جلين ميرفى في حين أن بول بريسلير وأيضاً ميلارد دريكسلير كانا قد عملا مسبقاً في جهاز الإدارة التنفيذية من قبل. والشركة هي متخصّصة بإنتاج الملابس ذات الجودة العالية والسعر المناسب في ذات الوقت لذوي الدّخل المتوسط أو المحدود، وقد اختارت اسمها والّذي معناه – الفجوة – قاصدين بهذا المعنى أنّ سياسة شركتهم تقوم على كسر الفجوة ما بين الملابس الراقية وباقي الناس من غير الأغنياء من الفقراء، مما أدى إلى إنشاء المعنى الحقيقي لهذه الماركة وهو الفجوة بين الأذواق في اللبس

## التاريخ

### 1969-1980
افتتح دونالد ودوريس فيشر أول محل للتسوق تابع لمجموعة الغاب في 21 أغسطس 1969 في منطقة أوشن أفنيو بسان فرانسيسكو، وكانت بضائع المحل في ذلك الحين تتألف من ملابس الجينز الأزرق " (بالإنجليزية: Levi's)‏ وأجهزة المسجلات وشرائط التسجيل إلا أن منتجات الصوتيات قد بيعت قبل ثلاثة أشهر من جردها في المحل، وقد أنفق آل فيشر 63.000 دولار من أجل افتتاح سوق ثان لمجموعة الجاب في منطقة سان جوزية بولاية كاليفورنيا وذلك في عام 1970، وبافتتاح المحل الثاني للتسوق استطاعت مجموعة الجاب أن تنشأ أول مكتب تجارى للمجموعة في منطقة بيرلينجيم بولاية كاليفورنيا، وذلك بعمالة تتكون من أربعة موظفين فقط، واستمرت مجموعة الجاب في التوسع على نحوٍ كبير من السرعة وبحلول عامي 1972 و1973 تضخمت المجموعة لتحتوى على 25 محلا للتسويق، حيث توسعت في مناطق خارج ولاية كاليفورنيا وأيضاً دخلت المجموعة إلى سوق الساحل الشرقى بسوقها المقام في منطقة فورهييس بولاية نيوجيرسى.
وفى عام 1974 بدأت مجموعة الجاب ببيع بضائع ذات علامات تجارية خاصة في أسواقها. وقد شهد عام 1975 مولد سلسلة من المحلات المتخصصة للتسويق في بيع ملابس احترافية بأسعار مخفضة وبالأخص منتجات "You&You" التي تزايد عليها الطلب حتى أصبحت ماركة أساسية في منطقة نيو إنجلند وذلك في مجال الملابس الاحترافية، وكان عام 1979 عاماً فارقاً لمجموعة الجاب حيث تحولت الشركة إلى القطاع العام وذلك مع تغير بورصة كل من نيويورك ودول المحيط الهادي. وقد تم ذلك عن طريق طرح مبدئي لأسهم الشركة في اكتتاب يقدر بحوالى 1.2 مليون سهم. وبحلول عام 1977 قدمت مجموعة الغاب ماركات عالمية مثل Fashion pioneers و Eaton Hill و Foxtails حيث بيعت في أسواق المجموعة. وأطلقت المجموعة أيضاً فرعين ثانويين لماركة Logo في كلاً من كاليفورنيا وميسورى وأفرع أخرى أيضاً في نيويورك ونيوجيرسى. وفي العام ذاته نقلت مجموعة الغاب مكاتبها التجارية من بيرلينجيم إلى سان برونو بكاليفورنيا، وقد شهد عام 1980 دمج سلاسل أسواق كلاً من Brands و Pants%off مع سلاسل أسواق Taggs الجديدة التابعة لمجموعة الجاب.

## الماركات التجارية
وفى عام 1983 قامت شركة الجاب بشراء معارض وأسواق Banana Republic التي كانت تختص ببيع ملابس الكشافة والسفاري. ثم عدلت تخصص المعرض حتى أصبح مختصاً ببيع الملابس الفخمة عالية الجودة وذلك في أواخر عام 1980، أما أسواق OldNavy فقد انطلقت في عام 1994 كسلسلة معارض للملابس القيمة ذات الجودة العالية، أما رابع معارض الشركة فكان Forth and Towne الذي أفتتح في 24 أغسطس 2005، وكان يختص ببيع ملابس السيدات لمن هن في سن الخامسة والثلاثين فأكثر. وفي شهر فبراير عام 2007 وبعد 18 شهراً كمرحلة تجريبية للمعرض لم ُيستكمل العمل في Forth and Towne حيث تم إغلاق التسعة عشر محلاً التابعة للمعرض. ثم انشيء معرض خامس وهو Piperlime للتسوق عبر شبكة الإنترنت وكان مختصاً ببيع الأزياء الخاصة بالأقدام وذلك في عام 2006. ثم أضيف فرع سادس يدعى Athleta للتسوق وهو فرع مختص ببيع الملابس الرياضية للسيدات وذلك في عام 2009.

### الوقت الحالي

#### جاب
- جاب
- منافذ غاب
- غاب للاطفال
- غاب للرضع
- غاب البودي
- غاب للام

#### ماركات أخرى
- أثلايتا
- البحرية القديمة
- بنانا ريبابليك
- بنانا ريبابليك مصنع ومخزن
- Piperlime
- اديشينز

### معطلة وغير مكتملة
- ذهابا وتاون
- المخرج البحرية القديمة
- الفجوة مستودع
- علامة تجارية.
- نصف الكرة الغربي
- السراويل ٪ وما يليها
- الفخار الشونة [محل شك] (بيعت إلى وليامس سونوما) [محل شك]
- SuperGap

## عالمياً
مخازن غاب خارج الولايات المتحدة يتم تشغيلها عبر حقوق الامتيازات.
| - الولايات المتحدة 1،199 - المملكة المتحدة 120 فرجة ؛ 114 GapKids ؛ 120 babyGap - اليابان 118 - كندا 94 - فرنسا فرجة ؛ 24 GapKids / babyGap - تركيا 10 | - الإمارات العربية المتحدة 8 - بورتوريكو 6 - كوريا الجنوبية 6 - ماليزيا 4 - سنغافورة 3 - الفلبين 5 | - اليونان 2 - الهند 6 - البحرين 2 - السعودية 19 - إندونيسيا 2 - الأرجنتين 2 | - إيران 1 - الكويت 1 - باكستان 1 - أيرلندا 3 - روسيا 1 - إسرائيل 1 |

بنانا ريبابليك
| - الولايات المتحدة 495 - كندا 27 - اليابان 28 - إندونيسيا 3 - تشيلي 1 - كرواتيا 1 - السلفادور 1 - فرنسا 1 - كولومبيا 1 - جورجيا 1 - الهند 3 - إيطاليا 1 - الكويت 1 - ماليزيا 2 - المغرب 1 | - كوريا الجنوبية 5 - تركيا 4 - بورتوريكو 4 - ماليزيا 3 | - الهند 3 - المملكة المتحدة 1 - الأرجنتين 1 - الفلبين 4 | - الكويت 1 - سنغافورة 1 - البحرين 1 - الإمارات العربية المتحدة 2 |

البحرية القديمة
| - الولايات المتحدة 968 - كندا 63 - بورتوريكو 5 |

## استيراتيجية التسويق
تسعى محلات بنانا ريبابليك لتوصيل صورة أكثر تعقيدا لمستهلك عالي المستوى يبحث عن رفاهية معاصرة في متناول اليد وعلى غرار محلات الجاب تستميل إلى قاعدة أوسع من المستهلكين.
سلسلة الأولد نيفي مصممة لتروق للعائلات والمستهلكين الشباب مؤكدة لثلاث أشياء المتعة والموضة والقيمة وذلك من خلال خبرة مبيعية تهدف لتوصيل الطاقة والإثارة.«على الرغم من أن شركة جاب جنبا إلى جنب مع سلاسل محلات إقطاعية قد تم انتقادهم بسبب السطحية والتماثلية في بيئات البيع ، إلا أن الشركة تؤكد أن محلاتها مصممة لتروق للأذواق الفريدة وذلك بتطوير عدة نماذج وتصاميم».

### المنتجات
حينما أُسست غاب في 1969 كانت فريدة وجديدة. وكان المستهلكين المستهدفين من الأجيال الشابة كما كان العامل الأكثر جذبا في ذلك الوقت هو المظهر الأساسي الذي يتكون من جينس أزرق موقع بالعلامة التجارية وتيشيرتات قطنية بيضاء،أدرك مؤسسيها أن الجينس أصبح شعبيا بين جيل الشاب من المستهلكين . رغم ذلك فقد أدركت الشركة أنه بالرغم من الشعبية بين الشباب إلا أنه لم يكن هناك دعاية كافية للجينس في منافذ البيع. وبزيادة رأسمال هذه الميزانية كان بطبيعة الحال الخطوة التالية في التوسع.
كان مؤسسي غاب على يقين أن الجينز يمكن أن يباع خلال سلسلة من المحلات الصغيرة المكرسة لذلك المنتج فقط ، و بعد أن أصبحت هذه الفكرة التجارية ناجحة فوسعت غاب من خط عرضها لتقدم إطار واسع من الملابس للرجال والنساء والأطفال. ومع بدء ازدهار تجارة جاب بدأت أيضا بالتوسع وإرسال منتجات التصنيع للخارج. مؤسسة غاب أضافت إتجاهين جديدين إلى شركتها هما بنانا ريبابليك وأولد نيفي.
تملك غاب أيضا محلا إلكترونيا للأحذية يسمى يايبر لايم يبيع أحذية لكل الأعمار.

### الترويج
إستراتيجية غاب الترويجية قد تم ملاءمتها لإطلاق الشركة. و نظرا لعد وضوح رسالة الشركة تم الزعم بأن غاب قد خسرت اتصالها بعملائها الأساسيون الذين تحاول الشركة كسبهم من جديد.
كانت شركة غاب الشركة الإقطاعية الوحيدة التي صرفت 2% من ميزانية تسويقها على التسويق الإلكتروني في 2003 . نتيجة لذلك، تم ذكر موقع الشركة الإلكتروني عدة مرات كأفضل نموذج كفاءة أسلوبية لترويج الشركة لمنتجاتها وذلك من خلال كروت هدايا وكاتالوجات وبرامج دعائية على القنوات التلفزيونية والمجلات. حاولت غاب أن تجعل من نفسها محلا إقطاعيا للملابس العادية بسعر مناسب ، كما حاولت غاب أن تتخذ مكان لنفسها كمعرض للملابس الأنيقة غير الرسمية معقولة السعر ، وعلى الرغم من جهود التسويق الساعية لإرضاء الطبقات الاجتماعية العليا ومستهلكى أغراض الرفاهيات إلا أن المجموعة لم تصل بسبب بعض المشاكل الحلية في الشركة. وبالإضافة لذلك فإنها أنتجت المعاطف في شمال أمريكا وكانت تختلف عن نظائرها في أوروبا حيث أن المنتجات المباعة في أوروبا كانت موجهة ناحية الذوق الأوروبى من حيث المظهر في الوقت الذي صممت فية معاطف وإكسسوارات غاب في شمال أمريكا خصيصاً من أجل سكان شمال أمريكا. ولكن تلك السياسة قد تغيرت حديثاً منذ صيف 2009 حيث تحولت الشركة إلى سياسة الانحياز لموديلات الشمال الأمريكي.

### الأماكن
تستطيع مجموعة غاب الوصول لعملائها من خلال متاجرها حيث تدير مجموعات متفرقة من المتاجر في الولايات المتحدة والمملكة المتحدة وكندا وفرنسا إريلندا وكوريا واليابان. وتعقد مجموعة غاب إتفاقيات توكيلية مع وكلاء أجانب ليديروا فروع غاب و Banana Republic في كلاً من سنغافورة والإمارات العربية المتحدة وماليزيا وكوريا والكويت وقطر والبحرين وعمان والمملكة العربية السعودية وإندونسيا والمكسيك. واعتباراً من 3 فبراير لعام 2007 فإن غاب أصبحت تدير 3.831 متجر وفي يناير 2008 وقعت غاب اتفاقية مع مجموعة Marinopoulos بهدف افتتاح متاجر جديدة لمجموعة غاب و Banana Republic في كلاً من اليونان وقبرص ورومانيا وبلغاريا وكرواتيا. وفي فبراير من عام 2009 قامت الشركة المساهِمة "Elbit Imagining.ltd" بتأمين افتتاح وكيل جديد لمجموعة غاب و Banana Republic ليتم إدارة متاجر جديدة لهم في إسرائيل .

#### عبر الإنترنت
يقوم موقع المجموعة الإلكترونى www.gap.com بجذب 18 مليون زائر على الأقل كل عام حتى حلول عام 2008 وذلك حسب إحصائية موقع compete.com

## الصراع حول العلامة التجارية
تمتلك المجموعة علامة تجارية باسم الشركة "Gap" وهى نفس الكلمة الإنجليزية المعروفة بتعدد تعربفاتها اللغوية. وقد أدى هذا إلى ظهور بعض الصراعات حول بعض المنتجات في عدة مناطق فعلى سبيل المثال قامت الشركة بالتهديد برفع دعوى قضائية ضد شركة Bootleg Gap وهى شركة تختص ببيع معدات رياضة الجولف وتقع هذه الشركة في منطقة Kimberly بمنطقة British Columbia لذلك فقد تم تسمية الشركة تحت اسم الفجوة الواضحة الموجودة بجبل Bootleg القريب من موقع الشركة. وبعد ثلاث سنوات من المفاوضات وبعد ظهور حاجة شركة Bootleg للتمويل للدفاع عن حقها في المحكمة وافقت الشركة على نزع كلمة Gap من اسمها التجارى وقد تم تطبيق ذلك على المطعم التابع للشركة وعلى أراضى الجولف التابعة للشركة التي تتضمن 27 فتحة للعب الجولف. أيضاً قامت الشركة بإعادة تسمية خط إنتاج الملابس الخاص بها ليصبح إسمة Bootleg Golf. وتسببت التكاليف القضائية الباهظة الناتجة عن المفاوضات وإعادة تسمية الشركة إلى تأخير مشاريع تجميل أراضى الجولف ورصفها.

## ممارسات العمالة
قامت غاب في عام 2003 مع إحدى وعشرين شركة أخرى بالتورط في دعوى قضائية تم رفعها بواسطة عمال متجر حلويات في منطقة Saipan. تضمنت الدعوى عدة قضايا مثل ساعات العمل غير الرسمية وغير مدفوعة الأجر وأيضاً مشكلة العمل تحت ظروف غير آمنة وأخيراً مشكلة إستمارات التسريح الإجبارى. وعلى الرغم من وصول مستحقات العمال لدى غاب إلى 20 مليون دولار إلا أن الأخيرة لم تعترف بمسؤليتها تجاه هذا الأمر. وفي عام 2006 قام موقع www.cleanup.fashion.co.uk وهو عبارة عن جماعة متعاونة مع الفئة العاملة بالشركة بوضع تقرير ينص على أنهم لم يشهدوا مجموعة قرارات وتعليمات في مثل هذا التعقيد من قبل. كما تضمن التقرير أيضاً أن الشركة قد إتخذت خطوات ملحوظة تجاة المشكلات الإدارية الخاصة بحقوق العمال. وتشارك مجموعة غاب في المبادرة المشتركة بخصوص المسؤلية التعاونية الخاصة بحقوق العمال. وقد تمت مساندة الشركة في ذلك بواسطة الهيئة الدولية للمسؤلية الاجتماعية. كما تقوم الشركة بملاحظة مصانعها من أجل التأكد من مدى درجة تطبيق تعليمات ومعايير الشركة. تلك المعايير تتطلب من المموليين عدم تعيين أشخاص تحت سن 14 عاماً ، كما يتم دفع الأجور بشكل واضح ومنظم. وطبقاً لعقود العمل فإن تلك المصانع لا تسمح بحدوث أي أضرار جسدية أو غير جسدية للعاملين.
وفى عام 2007 اختارت مجلة Ethisphere وهى مجلة صناعية, مجموعة غاب من ضمن آلاف الشركات حيث تم تفييم المجموعة كواحدة ضمن المائة شركة الأكثر تمسكاً بالأخلاقيات. وحصلت مجموعة غاب الأمريكية على المركز الخامس والعشرين في ترتيب مجلة صناعية أخرى تدعى CRO التي جاءت خلفاً لمجلة Business وذلك في ترتيب أفضل مائة مواطن مساهم لعام 2007. على الجانب الآخر لم تستطع تلك المراكز أن تمحي الانتقادات المتواصلة تجاة أحوال الفئة العاملة بالمجموعة ففى مايو من عام 2006 تم اكتشاف إثنين من موظفى الشركة في أحد فروعها في الأردن أحدهما رجل بالغ والآخر طفل بأنهم عملوا لمدة 109 ساعة في الإسبوع الواحد على مدار ستة أشهر بدون أن يدفع لهم أي اجر. لذلك قام بعض الموظفوون بالإدعاء بأنه قد تم اغتصاب حقوقهم من قِبل المديريين وقد تم توجية تلك الإدعائات إلى Wal-Mart الذي قام بتجاهل كل تلك الشكاوي إلا أن غاب قامت بالنظر في هذا الأمر حتى تعالج الموقف.
وفى الثامن والعشرون من أكتوبر لنفس العام قامت محطة البي بي سي البريطانية بعرض فيلم تسجيلى يرصد إحدى مصانع مجموعة غاب المتواجدة في الهند حيث تم اكتشاف وجود عمالة للأطفال في تلك المصانع. وعلى صعيد آخر أنكرت غاب معرفتها بمثل هذة الأحداث كما أكدت أن سياسة المجموعة تقف ضد عمالة الأطفال بكل صورها. أيضاً وعدت مجموعة مجموعة غاب أن تقوم بالتحقيق في التجاوزات تجاه سياسات الشركة الأخلاقية.

## دعم برودكت ريد
قامت مجموعة غاب بحجز مكان لها في حملة برودكت ريد "Product Red" حيث قامت الشركة في ربيع عام 2006 بإطلاق مجموعة برودكت ريد التي تتضمن الفانلات المصنعة من القطن الإفريقى وذلك في منطقة Lesotho. وقد بدأ التوسع في نشر منتجات غاب الحمراء منذ 13 أكتوبر من عام 2006. وقد تم توجية من 50% إلى 100% إلى التمويل العالمي وذلك حسب نوع المنتج. ثم واصلت غاب إنتاج برودكت ريد حتى حلول عام 2007 ومن ثم حتى قدوم أعياد الحب حيث استخدمت الشركة شعارات مختلفة مثل Admi Red و Desi Red وحالياً تساهم برودكت ريد بحوالى 45 مليون دولار في عملية التمويل العالمي وذلك يعد أكبر عملية تبرع خاص تمت حتى هذا التاريخ.

## أعلام بارزة قي مجال الحملات الإعلانية
تقوم مجموعة غاب دائماً بإبراز بعض الشخصيات العامة من خلال إعلاناتها التليفزيونية والمطبوعة حيث قامت المجموعة بالتعاون مع حوالى 308 شخصية من مشاهير العالم في جميع المجالات من خلال الحملات الإعلانية.

## عملية إعادة بناء الجهاز الإدارى
في يناير من عام 2007 قامت مجموعة غاب بالإعلان عن استبدال المدير التنفيذى للمجموعة Paul Pressler بمالك الشركة وابن مؤسسيها Robert.J.Fisher حيث كان مقدراً لة أن يقود مجموعة غاب بشكل مؤقت في الوقت الذي كانت تبحث فية الشركة عن مدير تنفيذى جديد. وترأس Adrian Bellamy فريق لجنة البحث وهو مالك مجموعة Body Shop العالمية كما تضمنت اللجنة أيضاً أحد مؤسسي المجموعة وهو Donald Fisher. وتقر الشركة أنها سوف تركز جهودها حول السعى وراء مدير تنفيذي لدية خبرة تجارية وتسويقية مثالية. كما يجب أن يمتلك الحس الإبداعي بالإضافة إلى قدرتة المؤثرة في تنفيذ خطط العمل تحت ظروف صعبة هذا إلى جانب تمتعة بإنضباط اقتصادي قوي. وفي تلك الفترة قام Robert Fisher بتوطيد علاقاتة الشخصية الناتجة عن ثلاثين عاماً من التاريخ الإحترافى في مجال إدارة الأعمال في الشركة كأحد أفراد طاقم المجموعة. لقد بدأ فيشر مشواره مع المجموعة في عام 1980 كمدير لأحدى المتاجر ثم استطاع أن يمضى في طريقة حتى تولى عدة مناصب أهمها رئيس الهيئة التنفيذية للشركة كما تولى رئاسة مجموعة Banana Republic بالإضافة إلى مجموعة وحدات تابعة لغاب. ثم دخل إلى طاقم المجموعة في عام 1990. وفي 2 فبراير من عام 2007 أعلن Bob Fisher المدير التنفيذى للشركة في ذلك الحين أن Marka Hensen ذات العشرين عاماً من الخبرة في الشركة والتي ترأست وحدة Banana Republic من قبل قد تم اختيارها لتقوم بقيادة وحدة غاب ل Cynthia Harris التي كان قد تم تعيينها من قبل عن طريق المدير التنفيذى الأسبق Pressler في عام 2004. وقد تولت Hensen عدة مناصب مختلفة في الشركة معظمها في مجال الدعاية. وفي ذلك الوقت تولى Jack Clahoun نائب المدير التنفيذى للتسويق والدعاية منصب رئيس وحدة Banana Republic. وفي مايو من عام 2007 قامت مجموعة Old Navy بتسريح ما يقرب من 300 مدير من مديرى المتاجر القديمة الخاصة بالشركة للمساعدة على سد الفجوة الكبيرة لدى الشركة في التكاليف. وفي السادس والعشرين من يوليو من عام 2007 أعلنت مجموعة غاب عن تولى Glenn Murphy المدير التنفيذى الأسبق لمجموعة متاجر Drug Mart الكندية لمنصب المدير التنفيذى لمجموعة غاب الأمريكية. ثم قامت الشركة بضم مجموعة جديدة من المصممين إلى طاقم المجموعة بهدف خلق صورة أنيقة وعصرية للشركة. ومن هؤلاء الجدد في الطاقم Patrick Robinson مصمم عصري لدى غاب وSimon Kneen لـ Banana Republic وأيضاً Todd Oldhan لمجموعة Old Navy . الطاقم الجديد للمديرين المصممين أظهر المساعدة في تحديد صورة المألوف. باتريك روبنسون (مصمم أزياء) Show old، سيمون Kneen بنانا ريبابليك، وتود أولدهام Old Navy.

## مجلس إدارة الاتحاد
- هوارد P. بيهار
- ادريان موانئ دبي بيلامي (1995)
- دومينيكو دي سول
- دونالد فيشر (1969)
- دوريس فيشر F. (1969)
- روبرت جيه. فيشر (1990)، رئيس مجلس الإدارة (2004)
- بينيلوب L. هيوز
- بوب مارتن ل.
- خورخي P. مونتويا
- جيمس م شنايدر
- A. مايو شاتوك الثالث
- كن Pickart

## القيادة
القيادة الحالية هي :
- فينسنت كيه ماكماهون (رئيس مجلس إدارة الاتحاد العالمي للمصارعة الحرة) [40]
- الرئيس التنفيذي : غلين K. مورفي [13]
- الرئيس، جمهورية من جمهوريات الموز العلامة التجارية : جاك كالهون
- رئيس واليابان : جون Ermatinger
- الرئيس، غاب العلامة التجارية : ماركا هانسن
- الرئيس، غاب، وشركة المباشر : توبي لينك
- رئيس البحرية القديمة والعلامة التجارية : توم وايت
- الرئيس لمنطقة أوروبا : ستيفن Sunnucks
- الرئيس، غاب، وشركة المخرج الفن بيك
- نائب الرئيس التنفيذي، إستراتيجية الشركة وتطوير الأعمال : ألفن بيك
- نائب الرئيس التنفيذي والمدير المالي : سابرينا سيمونز
- نائب الرئيس التنفيذي وكبير موظفي المعلومات مايكل B. Tasooji
- نائب الرئيس التنفيذي والموارد البشرية ومؤسسة الإمارات للاتصالات : إيفا سيج - غافن
- نائب الرئيس الأول، غاب الدولي التسنيد : ستان Raggio
- كبار نائب الرئيس والمستشار العام : ميشيل البنوك

## معرض صور

## وصلات خارجية
- الموقع الرسمي
- الموقع الرسمي
- الموقع الرسمي
- الموقع الرسمي
- ارتداء فيشر—صحيفة ديلي تلجراف في نعي